# Apedemak

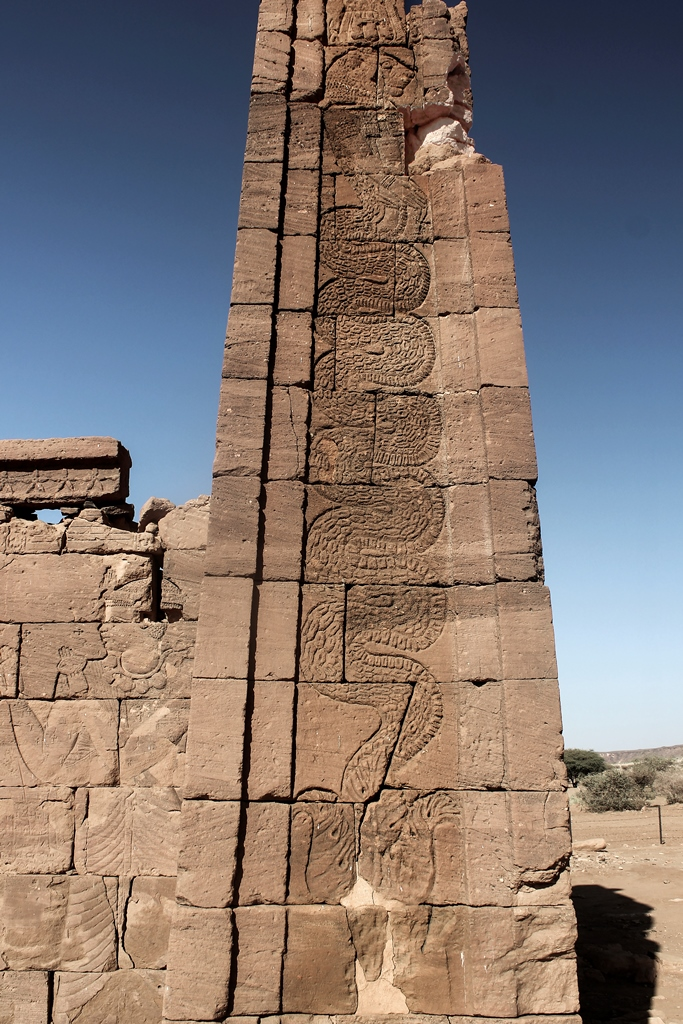
Löwentempel in Naqa: Apedemak als gewundene Schlange mit Löwenkopf

Apedemak ist ein nubischer Kriegs- und Fruchtbarkeitsgott. Er wurde häufig als Mensch mit Löwenkopf dargestellt, der einen Bogen und einen Köcher trägt. Auf der Rückwand des Löwentempels in Naqa ist Apedemak mit drei Löwenköpfen und vier menschlichen Armen zu sehen. In Naqa erscheint er auch gänzlich in Gestalt mit Löwenkopf, aus einer Lotusblüte aufsteigenden menschlichen Oberkörper und Schlangenunterleib. Auf seinem Kopf sitzen waagerechte Widderhörner, die Teil einer Hemhem-Krone sind, bestehend aus drei Schildbündeln, auf denen drei Sonnenscheiben sitzen, seitlich begrenzt durch zwei Straußenfedern und zwei Uräen, die auf ihren Köpfen Sonnenscheiben, zum Teil in Verbindung mit Doppelfederkronen, tragen.
Apedemak symbolisierte zugleich die zerstörerischen und schöpferischen Kräfte. Er übernahm auch die Rolle eines „Kronengottes“. Seine wichtigsten Tempel baute man ihm in der Region Butana, genauer in Meroe, Aborepi und Tolkte. Das älteste Heiligtum in Aboreti wurde vom nubischen König Arnekhamani in den Jahren 235 bis 210 v. Chr. errichtet. Die göttliche Begleiterin Apedemaks ist Amesemi.